# Hoher Iserkamm
Der Hohe Iserkamm (polnisch: Wysoki Grzbiet Góry Izerskich) ist der zentrale Gebirgskamm des Isergebirges in den Sudeten, der in etwa in Ost-West-Richtung verläuft. Er bildet die Wasserscheide zwischen der Elbe (zur Nordsee) und der Oder (zur Ostsee). Der Gebirgszug gilt als eine der ältesten Grenzen zwischen Herrschaftsgebieten in Europa, der südliche Abhang zählt zur Region Böhmen in der Tschechischen Republik, der nördliche zur Region Schlesien in Polen. Der Großteil des Kamms befindet sich auf polnischem Staatsgebiet. 

## Geographie
Die höchsten Gipfel sind:
- Zielona Kopa (1128 m n.p.m.)
  - Wysoka Kopa (1128 m n.p.m.), gleichzeitig der höchste Gipfel des Isergebirges,
  - Sine Skałki (1122 m n.p.m.)
  - Przednia Kopa (1114 m n.p.m.),
  - Złote Jamy (1088 m n.p.m.)
- Smrk (1124 m n.m.)
- Stóg Izerski (1105 m n.p.m.),
- Izerskie Garby (1084 m n.p.m.),
- Wysoki Kamień (1058 m n.p.m.),
- Zwalisko (1047 m n.p.m.),
- Łużec (1037 m n.p.m.),
- Podmokła (1001 m n.p.m.),
- Cicha Równia (1001 m n.p.m.)
- Krogulec (1001 m n.p.m.),
- Czarna Góra (965 m n.p.m.),
- Kozi Grzbiet (945 m n.p.m.),
- Tkacka Góra (897 m n.p.m.),
- Zbójnickie Skałki (686 m n.p.m.).

## Lage
Am Nordrand des Hohen Iserkamms befindet sich das Tal der Queis und des Kleinen Zacken, am Südostrand das Tal des Zackens und am Südwestrand das Tal der Iser.

## Erschließung
Im Hohen Iserkamm wurde bereits seit dem 18. Jahrhundert intensiv Bergbau betrieben. Es wurden Granit, Pyrit, Uran und Quarz abgebaut. Insbesondere im östlichen Teil sind zahlreiche Stollen erhalten. Das Quarzbergwerk Stanisław ist weiterhin in Betrieb.
Entlang des Hohen Iserkamm führt der Sudeten-Hauptwanderweg von Świeradów-Zdrój im Westen bis Jakuszyce/Szklarska Poręba im Osten, wo er das Isergebirge verlässt und ins Riesengebirge übergeht.

## Flora
Der Hohe Iserkamm ist zum großen Teil bewaldet, insbesondere mit Nadelhölzern und Bergkiefern. Es gibt jedoch auch Hochmoore. 